# Смертельный ринг
«Смертельный ринг» или «Кольцо смерти» (кит. 龍形摩橋, англ. The Ring of Death) — гонконгский фильм с боевыми искусствами режиссёра Ын Сиюня, вышедший в 1980 году.

## Сюжет
Действие происходит в Китае, в период династии Цин. Главный герой фильма — деревенский парень по имени Ниу. После ухода от своей тёти, которая одна воспитала его и послала найти своего отца в городе, он узнаёт, что его отец является слугой знаменитого генерала. Три генеральских сына и их учитель по кунг-фу оскорбляют и неоднократно избивают его. Позже парень попадает к пожилой паре, в которой у каждого свой стиль кунг-фу — стиль Дракона и стиль Мо Чхиу. У них он получает навыки боя и возвращается в город, чтобы разобраться со своими обидчиками. В конце концов Ниу получает шанс раз и навсегда проявить свои способности в турнире.

## В ролях
| Актёр        | Роль                 |
| ------------ | -------------------- |
| Клифф Лок    | Ниу                  |
| Хван Чжон Ри | боец из России       |
| Квон Ён Мун  | третий сын генерала  |
| Дин Сэк      | Чхю                  |
| Сэк Кинь     | мастер стиля Дракон  |
| Лам Кау      | генерал              |
| Линда Линь   | мастер стиля Мо Чхиу |
| Чён Кам      | первый сын генерала  |
| Лэй Хойсан   | монах-кунгфуист      |
| Рой Хоран    | русский посол        |
| Ван Лай      | тётя Ниу             |
| Джонни Чён   | второй сын генерала  |

## Съёмочная группа
- Кинокомпания: Seasonal Film Corporation
- Продюсер: Ын Сиюнь
- Режиссёр: Ын Сиюнь
- Ассистент режиссёра: Тин Чёклёнь, Чхой Фай
- Оператор: Ма Куньва
- Композитор: Тан Сиулам
- Постановка боёв: Кори Юнь[англ.], Ман Хой[англ.], Сюй Ся
- Художник: Джонатан Тин
- Гримёр: Ло Лайкюнь
- Монтажёр: Пхунь Хун